# Кларенс Дуглас Діллон
Кларенс Дуглас Діллон (англ. Clarence Douglas Dillon; 21 серпня 1909 — 10 січня 2003) — американський політик, дипломат, 57-й міністр фінансів США. Син Кларенса Діллона, одного з найбагатших людей Америки.

## Біографія
Кларенс Діллон народився в Женеві, Швейцарія. Його дід по батьківській лінії був бідним єврейським іммігрантом із Польщі, його дружина із сім'ї вихідців із Швеції. Батько Діллона заснував інвестиційний банк Dillon, Read&Co. Мати Енн Дуглас мала шотландське коріння.
Початкову освіту здобув у Лейкхерсті, штат Нью-Джерсі, де також проходили навчання три брати з родини Рокфеллерів, Нельсон, Лоуренс та Джон. У 1931 році Діллон у Гарвардському університеті отримує ступінь бакалавра мистецтв у галузі американської історії та літератури.
В 1938 Кларенс Діллон отримує посаду віце-президента в інвестиційному банку Dillon, Read & Co. Під час Другої світової війни служив у Військово-морських силах на Гуамі, Сайпані та Філіппінах, після війни звільнився у званні лейтенант-командера.
1953 року президент Ейзенхауер призначив Діллона послом США у Франції. У 1958 він стає заступником державного секретаря з економічних вопросов. У 1959—1961 роках заступник державного секретаря.
1961 року президент Джон Кеннеді стверджує політика на посаду міністра фінансів. На цій посаді Діллон запропонував п'ятий раунд в обговоренні Генеральної угоди з тарифів та торгівлі. Також, у 1962 році він відіграв важливу роль у підготовці закону «Про доходи», який встановлював 7 % податковий кредит для стимулювання промислового зростання.
З 1972 по 1975 рік Діллон керував фондом Рокфеллера. Після смерті 96-річного батька успадкував шато О-Бріон, одне з великих виноробних господарств Бордо. Його дочка Джоан була дружиною принца Карла Люксембурзького.